# مانفردی ریتسا
مانفردی ریتسا (ایتالیایی: Manfredi Rizza؛ زادهٔ ۲۶ آوریل ۱۹۹۱) قایقران کانو اهل ایتالیا است.
وی در مسابقات کشوری و بین‌المللی در مجموع برندهٔ ۱ مدال طلا، ۱ مدال نقره شده‌است.